# Завадка на Хрону
Завадка на Хрону (слч. Závadka nad Hronom) насељено је мјесто са административним статусом сеоске општине (слч. obec) у округу Брезно, у Банскобистричком крају, Словачка Република.

## Становништво
| Година:    | 1994. | 2004.   | 2014.   | 2024.    |
| ---------- | ----- | ------- | ------- | -------- |
| Број људи: | 2600  | 2468    | 2420    | 2099     |
| Разлика:   |       | -5,07 % | -1,94 % | -13,26 % |

| Година:    | 2023. | 2024.   |
| ---------- | ----- | ------- |
| Број људи: | 2103  | 2099    |
| Разлика:   |       | -0,19 % |

Према подацима о броју становника из 2011. године насеље је имало 2.457 становника.